# Steiroxys pallidipalpus
Steiroxys pallidipalpus är en insektsart som först beskrevs av Thomas, C. 1872.  Steiroxys pallidipalpus ingår i släktet Steiroxys och familjen vårtbitare. Inga underarter finns listade i Catalogue of Life.